# Венде (Німеччина)
Венде (нім. Wehnde) — громада в Німеччині, розташована в землі Тюрингія. Входить до складу району Айхсфельд. Складова частина об'єднання громад Лінденберг/Айхсфельд.
Площа — 9,71 км2. Населення становить 384 ос. (станом на 31 грудня 2021).

## Галерея

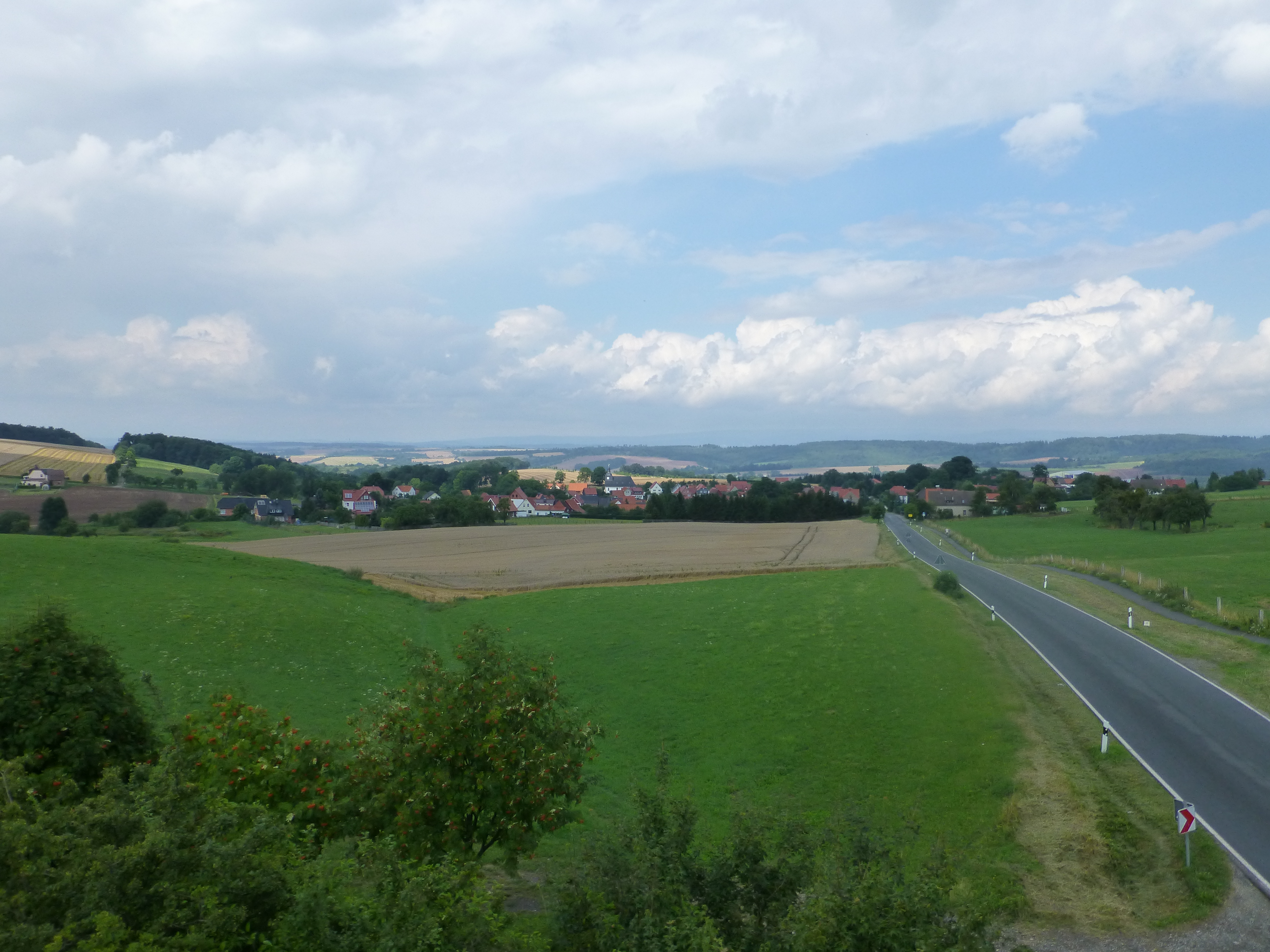
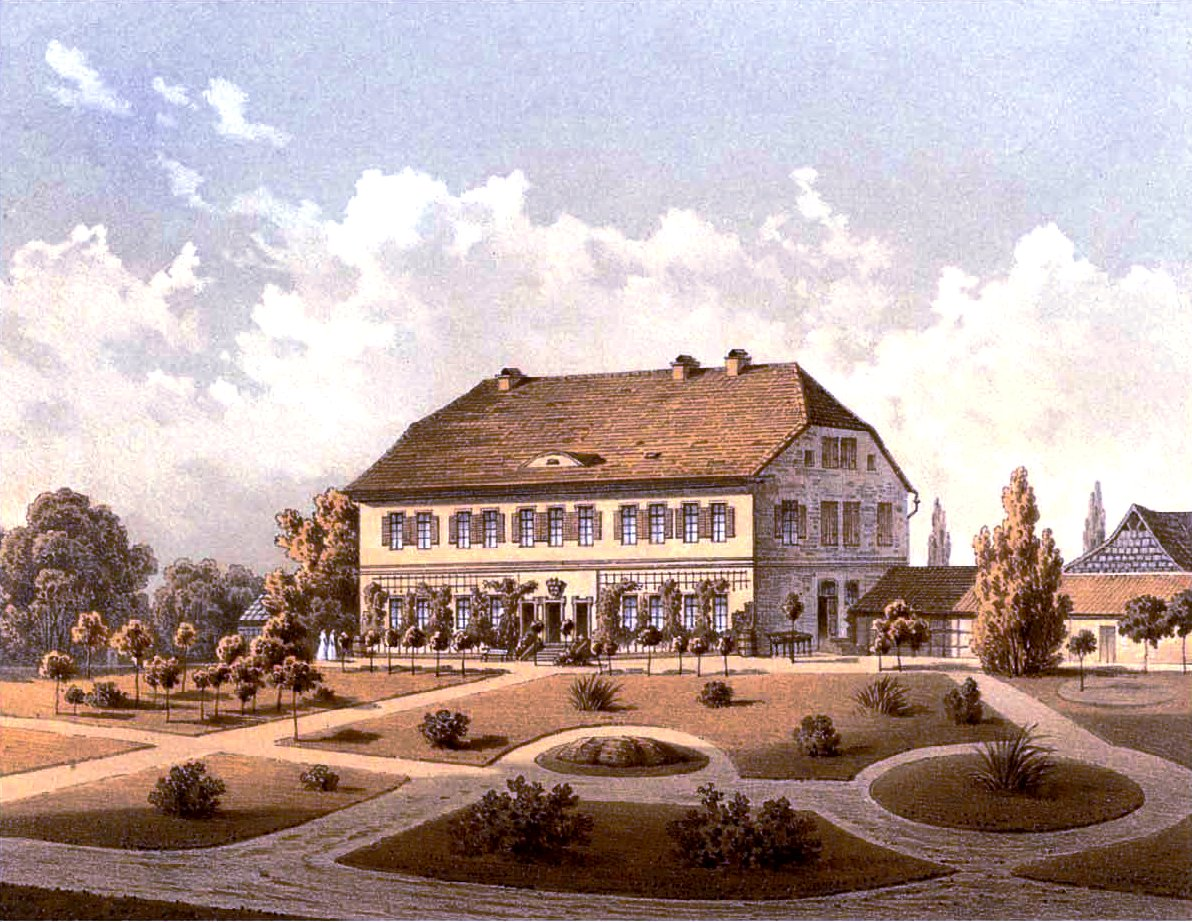